# The Smile Shop
The Smile Shop (Tienda de sonrisas traducido al español) es un grupo de música de Georgia, formado por: Saba Chachua, Tamta Diasamidze, Luka Gogiberidze, Ana Kvantaliani, Mariam Samushia y Mariam Shavladze. Fueron los encargados de representar a Georgia en el Festival de la Canción de Eurovisión Junior 2013 celebrado en Kiev, Ucrania el 30 de noviembre de 2013. Quedaron en una estupenda quinta posición de un total de 12 con 91 puntos.

## Intengrantes del grupo
El grupo está formado por 4 niñas y 2 niños. A continuación se muestra una breve descripción de cada uno.

### Saba Chachua
En 2006 participó en el concurso Morning Star donde ganó el primer premio. En 2013, con 13 años forma parte de esta banda para representar a su país en el Festival de la Canción de Eurovisión Junior.

### Tamta Diasamidze
Tras haber participado en multitud de concursos musicales, en 2013 con 11 años es seleccionada para representar a Georgia en el Festival de la Canción de Eurovisión Junior en este grupo de música creado para esta ocasión.

### Luka Gogiberidze
Toca la guitarra y ha sido concursante del programa Akhali sabavshvo khma (La voz kids Georgia). Con 14 años en 2013 se une a este grupo para participar en el Festival de la Canción de Eurovisión Junior.

### Ana Kvantaliani
En 2013, con tan solo 12 de años de edad pasó a formar parte del grupo Shesanishnavi Otkheuli para representar a Georgia en Eurovisión Junior.

### Mariam Samushia
Ha participado en varios concursos de música y en 2013 con 11 años representará a Georgia en Eurovisión Junior junto a sus compañeros de este grupo.

### Mariam Shavladze
Es la integrante más pequeña de la banda. Ha participado en diversos concursos de música como el certamen Ana Bana. En 2013, con tan solo 10 de años de edad representará junto a sus compañeros a Georgia en el Festival de Eurovisión Junior.